# Clear Fork Mohican River
Der Clear Fork Mohican River ist ein Fluss und Hauptzufluss des Mohican River. Er ist 58,9 km lang.
Er liegt im mittleren Norden von Ohio in den USA.

## Geografie
Er ist Teil des Einzugsgebiets des Mississippi und entwässert ein Gebiet von 570 km².

### Verlauf
Der Clear Fork entspringt im nordöstlichen Morrow County und fließt ostwärts durch die südlichen Counties Richland und Ashland, vorbei an den Städten Lexington, Bellville und Butler und durch den Mohican State Park. Er mündet in den Black Fork und bildet den Mohican River im Ashland County, etwa 3,2 km südwestlich von Loudonville.
Oberhalb von Lexington bildet ein Staudamm aus dem Jahr 1949 den Clear Fork Reservoir, der die Stadt Mansfield mit Trinkwasser versorgt. In Ashland County bildet ein Staudamm des US Army Corps of Engineers aus dem Jahr 1936 den Pleasant Hill Lake.

## Name
Beim Geographic Names Information System war er auch als „Clear Creek“ und „Clear Fork Mohecan Creek“ bekannt.